# Кесарий из Террачины
Кесарий Африканский, Caesarius diaconus, Saint Caesarius of Africa (III век) — священномученик из Террачины. День памяти — 1 ноября.

## Житие
Святой Кесарий диакон из Африки, пострадал в Террачине, совр. Италия. Путешествуя в Рим, из-за аварии св.Кесарий остановился в Террачине. Там 1 января юноша Лукиан должен был быть принесён в качестве ежегодной жертвы Аполлону. Он должен был быть сброшен с утёса. Св. Кесарий воспротивился такому жертвоприношению. Служитель Аполлона по имени Фирминий схватил святого и отправил к консулу по имени Леонтий, которым и было отдано распоряжение о жертвоприношении. Замок, куда привели святого, рухнул, и Фирминий остался погребён под обломками.
Св. Кесарий был на месяц помещён в тюрьму, после чего предстал перед судом. Однако консул Леонтий внезапно уверовал, и причастившись у священника по имени Иулиан, отошёл ко Господу. Ставший вместо него консулом Луссурий приговорил свв.Кесария и Иулиана к утоплению. Они были посажены в мешок и брошены в море. Луссурий же, отправившись в Рим, был укушен змеёй, от чего и умер, как и было предсказано св.Кесарием на допросе. Тела свв.Кесария и Иулиана были выброшены на берег, где и обретены монахом по имени Евсевий. Его молитвы на месте их погребения привели многих к покаянию, многие были крещены священником по имени Феликс. В свою очередь, Евсевий и Феликс были схвачены сыном консула Леонтия, обезглавлены и брошены в реку. Их тела были обретены и погребены священником по имени Кварт из Капуи.
В то время, как кончину св.Кесария иной раз относят к 60 или 110 году, наиболее правдоподобно то, что он пострадал в III веке во времена правления императора Диоклетиана.

## Почитание
В IV веке император Валентиниан I исцелился на могиле св.Кесария в Террачине. Он решил перенести мощи святого в Рим. Сначала они были помещены в храме на Палатинском холме, затем их перенесли во вновь построенный храм у Аппиевой дороги, который стал называться храмом святого Кесария на Палатине.
Собор в Террачине посвящён св.Кесарию и св.апостолу Петру.

## Покровительство
Св.Кесарий считается покровителем в городах:
- Чеза
- Сан-Чезарио-ди-Лечче
- Сан-Чезарио-суль-Панаро
- Сан-Чезарео
- Террачина

## жизнь Кесарий из Террачины

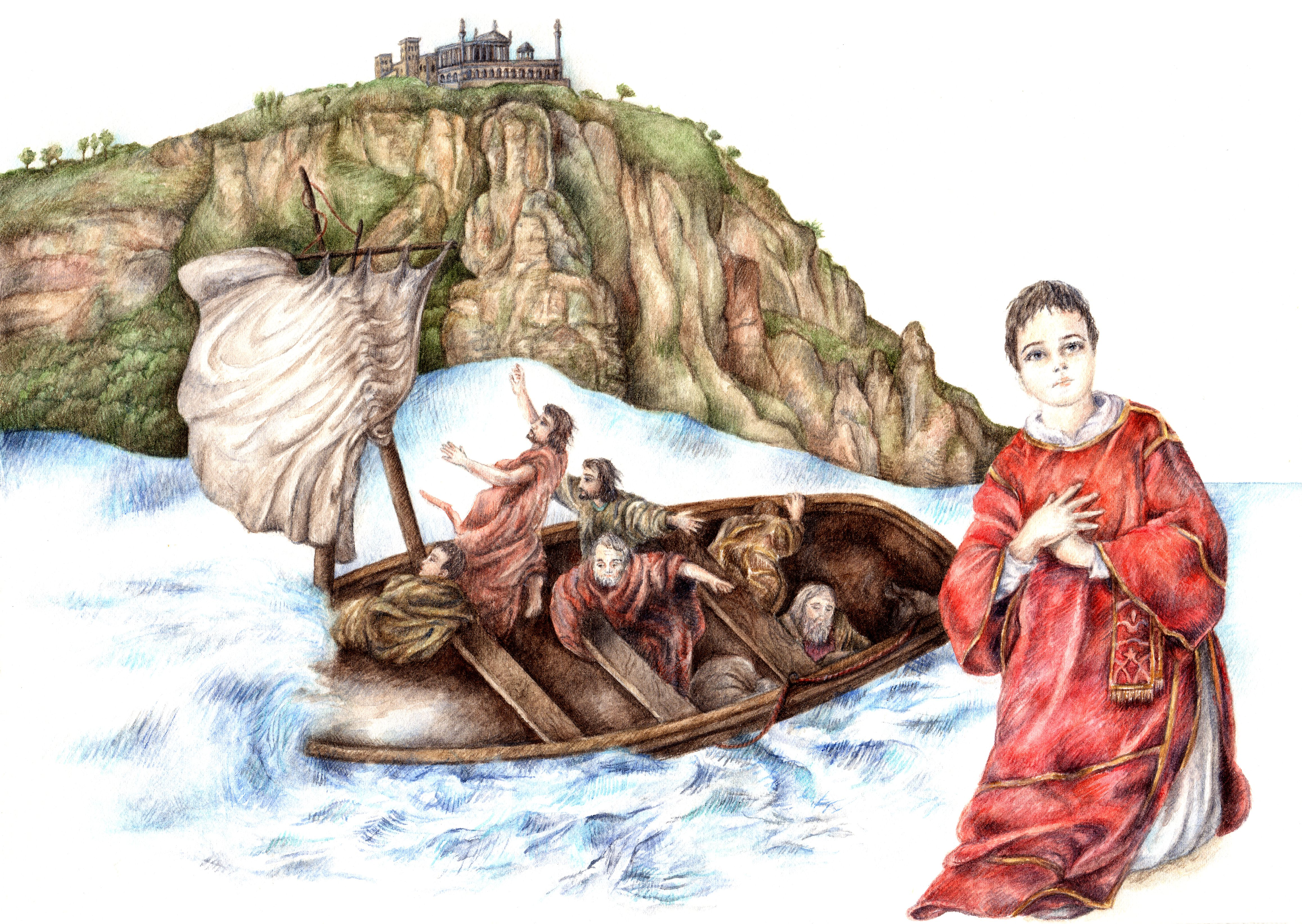
кораблекрушение в городе из Террачины
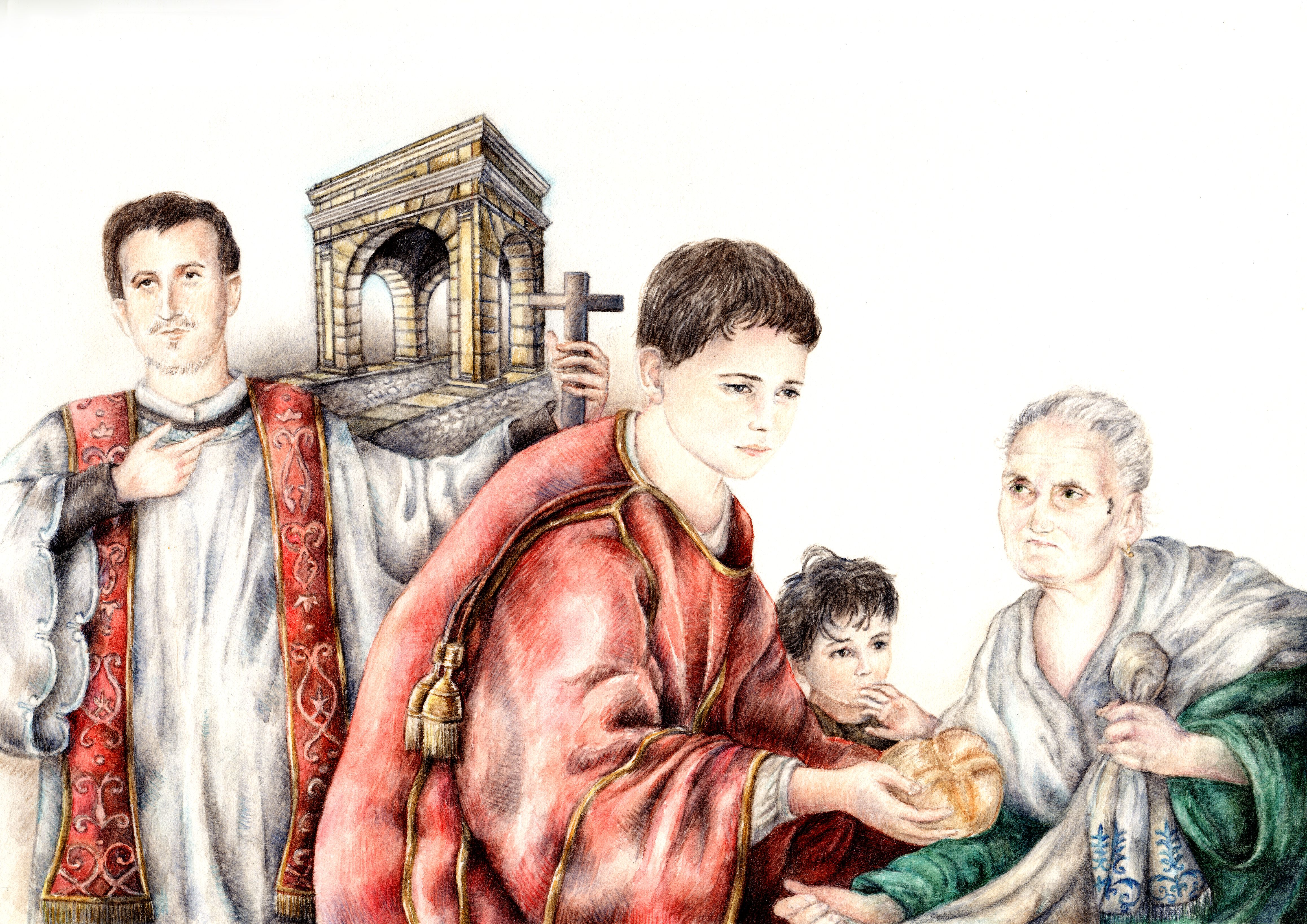
проповедование из Кесарий диакон
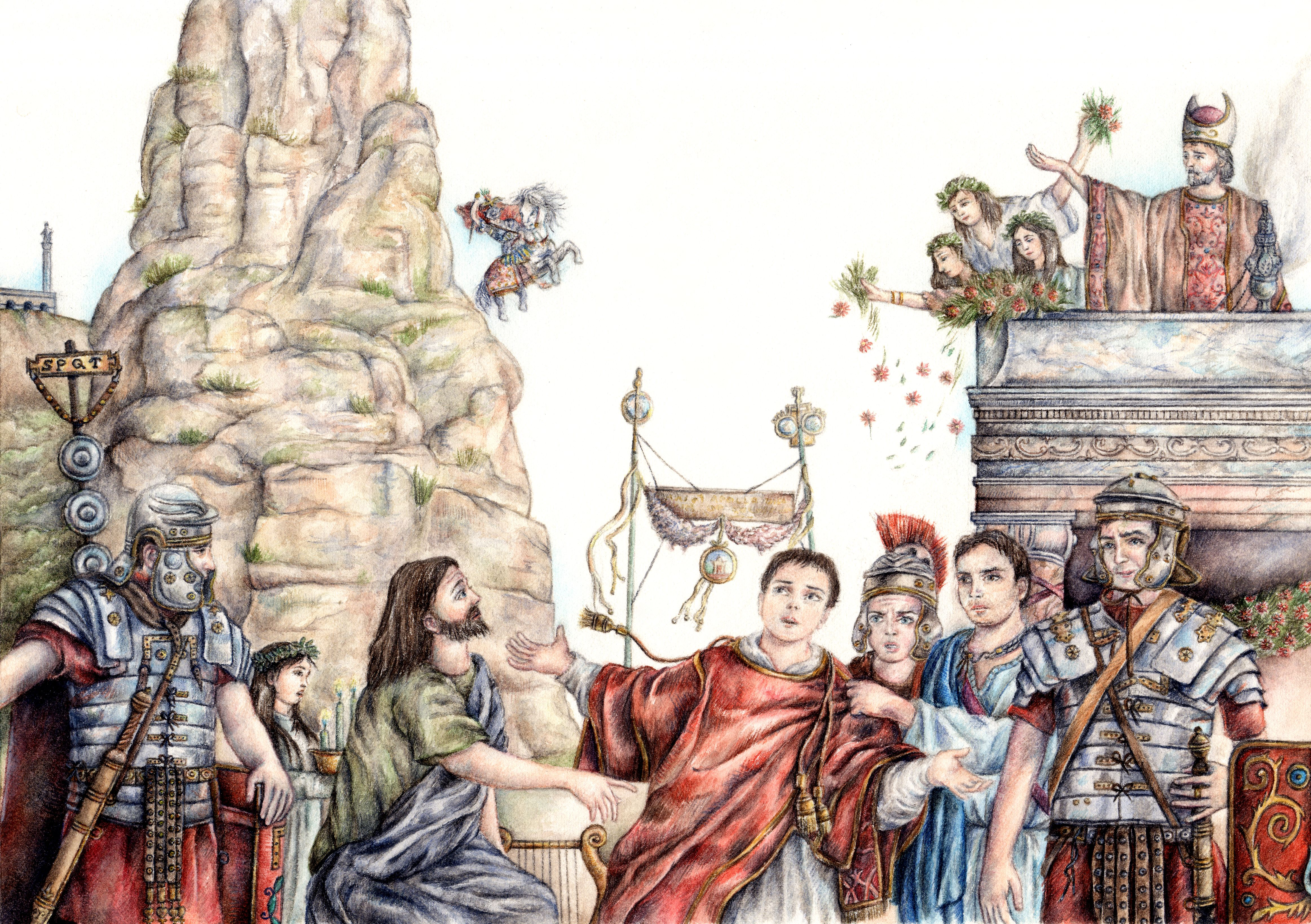
Кесарий диакон денонсирует языческие обряды
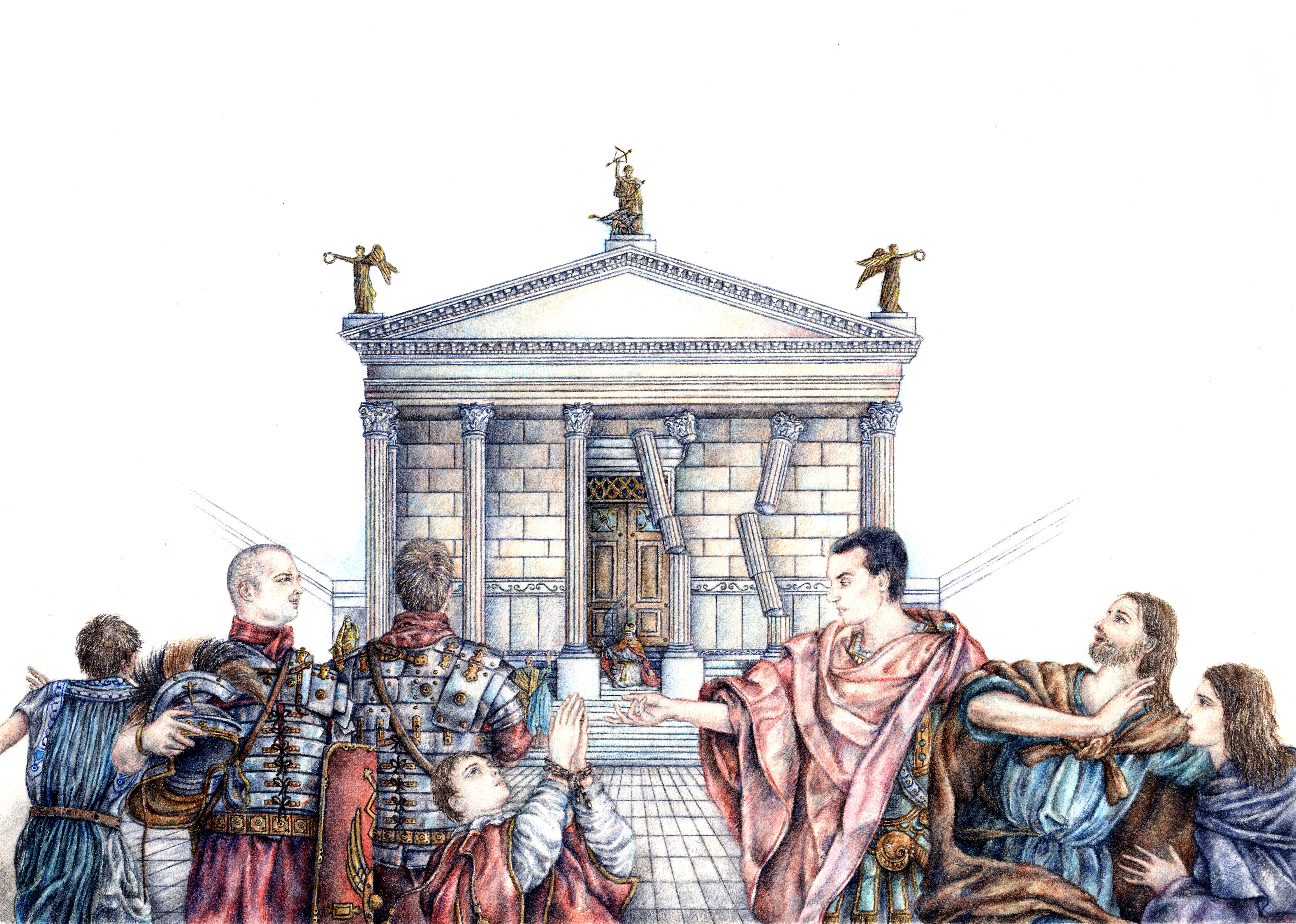
Храм обвалы Аполлона
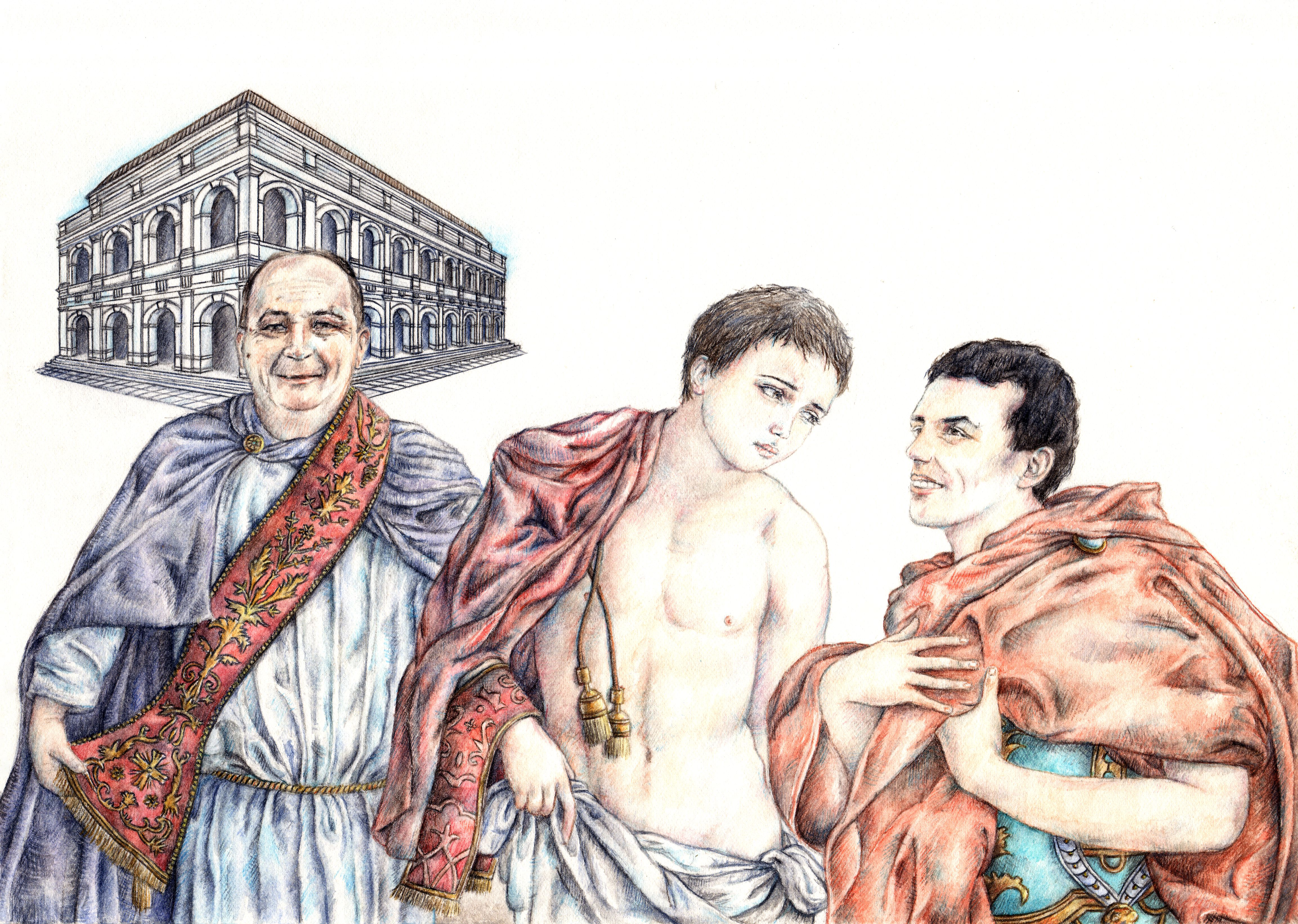
преобразование Римский консул
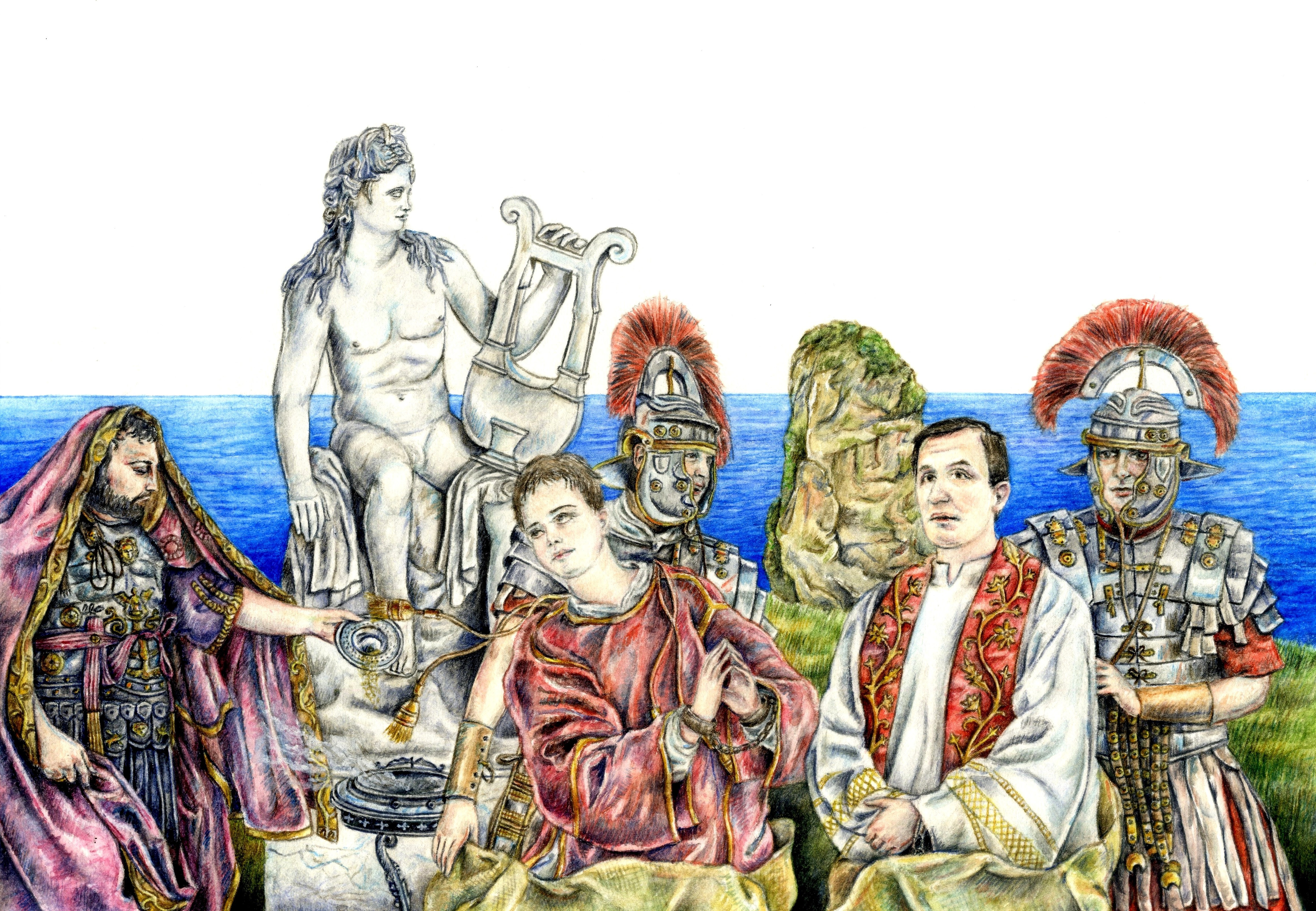
мученичество из Кесарий диакон
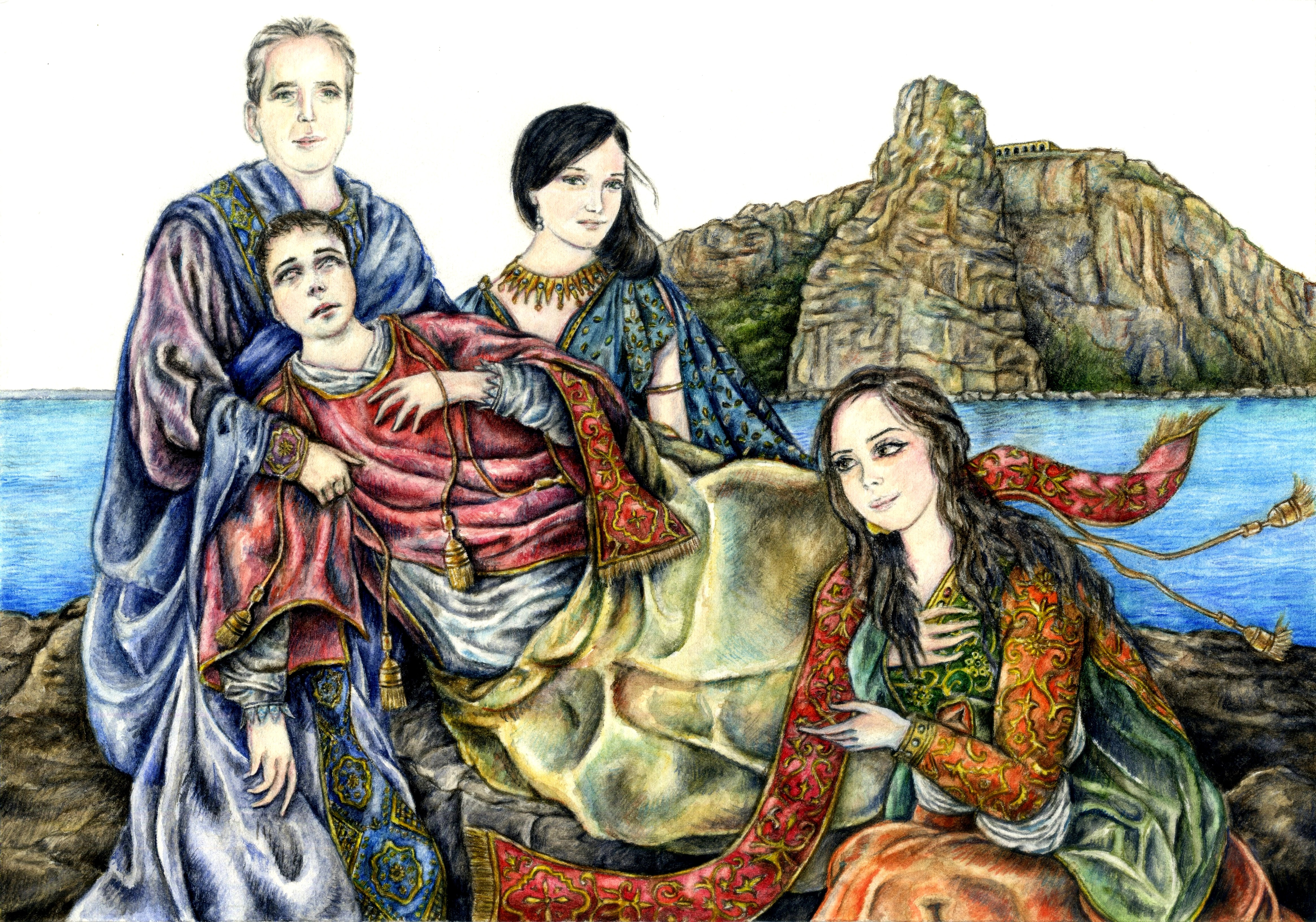
Открытие тела из Кесарий диакон